# Davorin Kablar
Davorin Kablar (* 12. Juni 1977 in Brežice) ist ein ehemaliger kroatischer Fußballspieler und -trainer.

## Leben und Karriere
Kablar begann seine Karriere bei Inter Zaprešić in deren Jugendmannschaft. Erst 1999 gab er sein Debüt in der höchsten kroatischen Spielklasse bei NK Hrvatski dragovoljac. Nach drei Jahren bei Hrvatski ging er zum Zagreber Stadtrivalen NK Croatia Sesvete, wo er nicht zum Einsatz kam. Ebenfalls der Ausflug zu IFK Mariehamn nach Finnland brachte keinen Erfolg. 2004 kam er nach Japan zu Cerezo Osaka, wo Kablar ebenfalls nicht glücklich wurde und nur zehn Spiele absolvierte. 
Von 2004 bis 2006 war er Stammspieler  bei der SV Ried, in der Bundesliga. 2006 wechselte der Wandervogel innerhalb der oberösterreichischen Grenze zu LASK Linz in die Erste Liga. 2007 schaffte er den Aufstieg mit den Landstraßlern. In der 2007/08er Saison kam er unter Karl Daxbacher nicht zum Einsatz, unter Andrej Panadić in der darauffolgenden Saison gehört er wieder zu den Einsatzspielern. Unter Klaus Lindenberger und Hans Krankl kam er wieder kaum zum Einsatz.
Im Sommer 2009 wechselte Kablar zum Regionalliga Mitte-Aufsteiger FC Pasching.
Ab Januar 2014 schnürte der Innenverteidiger seine Schuhe für den FC Wels, für den er aktuell auch als Trainer tätig ist. Im Sommer 2014 wechselte Kablar zu ATSV Stadl-Paura, ein Jahr später kam es zu einem Transfer zu ASKÖ Oedt. Mit 1. Januar 2017 beendete Kablar seine aktive Karriere.

## Erfolge
- 1 × Österreichischer Cupsieger: 2012/13
- 2 × Meister Erste Liga
- 1 × Meister OÖ Liga